# حقیقت لرزان
حقیقت لرزان (به انگلیسی: The Shivering Truth) یک سریال تلویزیونی پویانمایی بزرگسالان استاپ‌موشن آنتولوژی در سبک کمدی ترسناک می‌باشد که توسط ورنون چتمن خلق گردیده و توسط چتمن و کت سولن کارگردانی شده‌است.